# 天嶽寺
天嶽寺（てんがくじ）は、埼玉県越谷市にある浄土宗の寺院。

## 歴史
1478年（文明10年）、太田道灌の開基である。道灌が伯叔父にあたる専阿源照を開山とし、寺を創建した。
1591年（天正19年）に、関東地方の新領主となった徳川家康より15石の寺領が与えられた。当寺第4代住職の城誉は正親町天皇第三皇子といわれている。そのため、十六葉菊花紋の使用が許され、触頭にも指定された。
当寺の格式が高かったことから、浄土宗本山の知恩院や増上寺に栄転する住職も多かったという。越ヶ谷宿の住人は全て当寺の檀家だったといわれている。
墓地には、曲亭馬琴の俳句の師であった越谷吾山の墓がある。

## 文化財
- 木造釈迦如来涅槃像（越谷市指定有形文化財 昭和57年2月23日指定）[4]

## 交通アクセス
- 北越谷駅より徒歩18分。